# Hino a Brasília
O Hino a Brasília tem letra de Geir Nuffer Campos e música de Neusa Pinho França Almeida. Foi oficializado pelo Decreto n.º 51.000, de 19 de julho de 1961, assinado por João Goulart, após passar pelo crivo de uma comissão especial do então Ministério da Educação e da Cultura.

## História
Em 8 de abril de 1960, o primeiro colégio de Brasília, Caseb, recebia cinquenta e nove professores de todo o país. Entre eles, estava a pianista e professora de música Neusa França, que resolveu compor um hino para a cidade. A letra de Geir Nuffer foi adicionada meses depois.
A primeira apresentação ocorreu em 16 de maio de 1960, na inauguração do Caseb, na presença do então presidente do Brasil, Juscelino Kubitschek.

## Registro fonográfico
O primeiro registro fonográfico do Hino de Brasília foi tardio. Com a repressão do Governo Militar, ações culturais e intelectuais de alguns grupos ou indivíduos eram inviáveis. Em K7, a gravação, feita em 1986, se deu pela Orquestra Sinfônia do Teatro Nacional de Brasília, sob a regência de seu fundador, maestro Cláudio Santoro. Uma das integrantes era a própria compositora, Neusa França.
Em 1990, reuniu-se, em uma homenagem, trinta composições sobre a capital. A gravação, sob a regência de Silvio Barbato, no formato de LP. Oito anos depois, o Hino a Brasília era gravado em CD, com o apoio de deputados da Câmara Legislativa do Distrito Federal.

## Hino não-oficial
Há um hino não-oficial em homenagem à Brasília, de Capitão Furtado (nascido Ariovaldo Pires) e com o maestro italiano Enrico Simonetti, que comumente é visto como hino, a par do oficial, por ser mais conhecido.